# 乌兹别克斯坦历史
位於中亞的心臟，地處阿姆河、錫爾河之間，具有悠久且多彩多姿歷史傳承。古代貫通歐、亞文明的絲綢之路上，幾個重要的歷史名城都在烏茲別克境內，包括撒馬爾罕、布哈拉，以及希瓦。當俄羅斯在19世紀下半葉將其帝國邊界拓展至中亞時，烏茲別克落入帝俄手中，其後也變成蘇聯的一部分。直到1991年，烏茲別克才脫離控制，成為獨立國家。

## 早期歷史
1938年，奥克拉德尼科夫（A. Okladnikov）在乌兹别克斯坦的塔什（Teshik-Tash）发现了距今7万年的尼安德特人儿童头骨。此后，中亚被斯基泰人占领，他们是在公元前一千年的某个时候从现在的哈萨克斯坦北部草原来到这里的伊朗游牧民族。这些讲伊朗方言的游牧民族在中亚地区定居，并开始沿着该地区的河流建立广泛的灌溉系统。布哈拉（Bukhara）和撒马尔罕（Samarkand）等城市开始作为政府和文化中心出现。約公元前1000年，伊朗游牧民族由今屬哈薩克的北部草原地帶向南遷徙，沿着中亚的河流建立了灌溉系统，并在布哈拉和撒马尔罕建立了城镇。这些地方成为后来被称为中国和欧洲之间的丝绸之路上极其富裕的过境点。

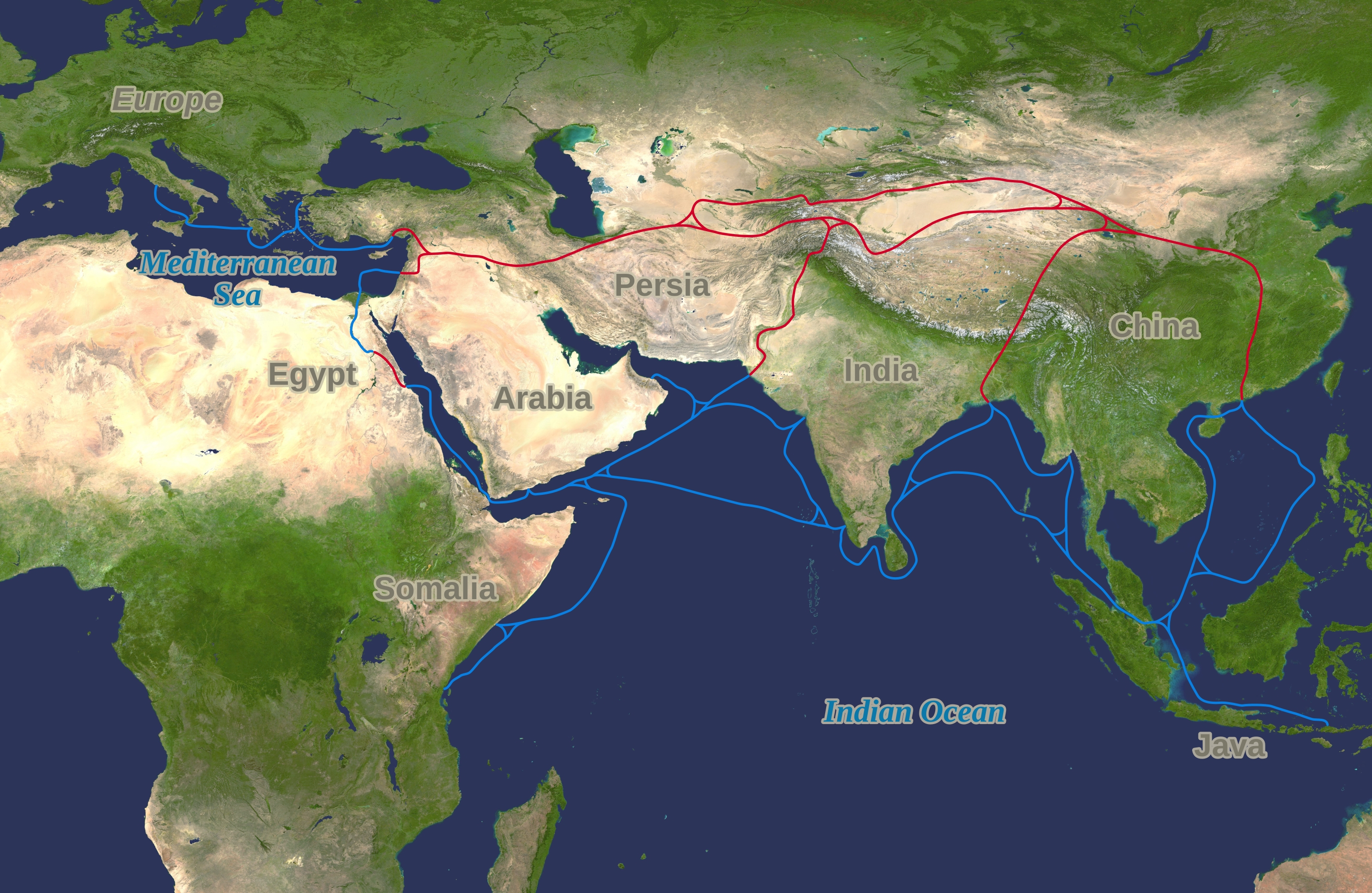
連接歐洲與東亞的絲綢之路，紅色為陸路，藍色為海路

這些遊牧民族操伊朗方言，在中亞定居下來，並且在河流附近地區建立了灌溉系統。在這時期，布哈拉、撒馬爾罕等城市逐漸形成，成為統治與文化中心。到了公元前第5世紀，巴克特里亞、粟特、吐火羅等國家控制此一地區。當中國人開始與西方進行絲綢貿易之際，這些伊朗人城市佔有地利之便而成為貿易中心。粟特人利用位於今乌兹别克斯坦境內河中省份，甚至沿伸至中國新疆維吾爾自治區的一些城市與聚居地網絡，很快成為這些伊朗商人中最富有的一群。因為這些後來稱為絲綢之路的貿易，布哈拉與撒馬爾罕終於成為極為富裕的城市，而河中也成為古代最有影響力與權力的波斯省份。
河中地區的富裕，經常引起來自北方歐亞大草原以及中國的侵略。許多地區性的戰爭在粟特與其他河中地區國家之間展開，而波斯與中國也經常在此地區發生衝突。公元前328年，亞歷山大大帝將此地納入他的馬其頓帝國管轄之內。

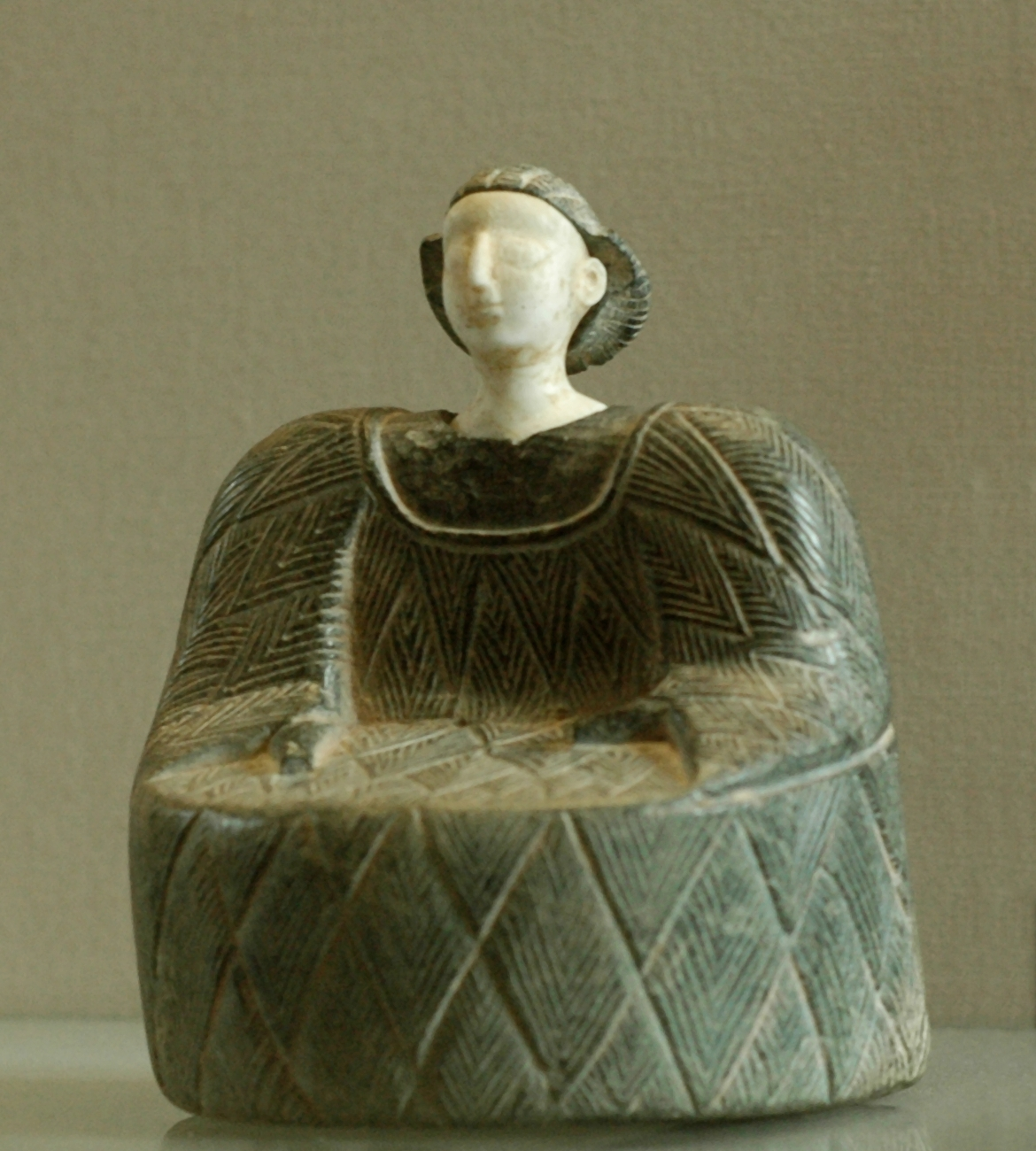
中世紀乌兹别克手工雕像

在同一時期，此地區也是重要的文化與宗教中心。直到公元一世紀，瑣羅亞斯德教（中國稱為祅教）是當地最佔優勢的宗教，但是佛教、摩尼教與基督教也吸引很多追隨者。

## 伊斯蘭化初期

伊斯蘭教的擴展：
穆罕默德擴展範圍, 622–632/A.H. 1-11
四大哈里發擴展範圍, 632–661/A.H. 11-40
倭馬亞王朝擴展範圍, 661–750/A.H. 40-129

公元7世紀中期以後，穆斯林阿拉伯人開始征討河中地區，直到8世紀中期才完成。他們帶來新的宗教，而且興盛至今。
最初阿拉伯人只是在征討波斯時，偶而侵擾河中地區而已。公元704年，阿拉伯著名将領屈底波·伊本·穆斯林被瓦立德一世任命为呼罗珊总督，進軍河中地區。他以木鹿为基地，在中亚征战初期颇为顺利，先后攻占吐火罗、花剌子模和昭武九姓中的安国（布哈拉）、康国（撒马尔罕）、石国（塔什干）等地。但是不久后东突厥汗国默啜可汗遣军西进，夺取了阿姆河外的几乎所有河间地区，穆斯林仅保有撒马尔罕。
714年，穆斯林再度起兵东征，据传说一直到达了今日的喀什，但在途中得知瓦立德一世逝世的消息而回师。穆斯林以在中亚地区强力推行伊斯兰教信仰而闻名，對中亚地區文化發展影響甚巨。

## 中亞突厥化時期
公元9世紀到11世纪，由黑汗王朝統治。12世纪、13世纪，由西遼監督下的西喀喇汗統治。以玉龙杰赤为发源地的花剌子模在1210年代開始管理河中。

## 蒙古與帖木兒統治時期
1219年底—1221年，河中地區被蒙古帝国征服并彻底屠杀和摧毁。1227年，成吉思汗死后，他的帝国被他的四个儿子和他们的家族成员所瓜分。此地分为欽察汗國與察合台汗國。
14世纪初期，在帝国开始分裂成几个部分的同时，由于众部落互相争夺影响力，察合台的统治遭到破坏。在14世纪80年代，一个部落的首领——帖木儿在互相纷争中出现，并且控制了河中地区。尽管他并不是成吉思汗的后代，但是他是河中地区实际统治者。随后他继续扩张，征服了中亚的西部地区、伊朗、小亚细亚以及鹹海北部的干草原南部地区。
帖木兒帝國時代，河中特別是撒馬爾罕成為帝國最繁榮地區。

## 烏茲別克汗國時期
在中文史書上，烏茲別克族的記載最早出自《元史》，當時名月祖伯。在阿布海兒汗時代，15世纪中期以前時期，建立「烏茲別克汗國」後來朮赤系的克列和賈尼別克与阿布海尔汗闹翻逃亡蒙兀兒斯坦，另建哈萨克汗国，而今天的乌孜别克斯坦却是帖木兒帝国的领土。烏茲別克汗國解體後一部分人隨穆罕默德·昔班尼汗南下，前往河中農業區定居下來，征服了当地的撒爾塔人並與他們融合。形成了今天的乌孜别克族。16世紀至17世紀，他們來到南疆塔里木盆地通商，稱為布哈拉人、浩罕人或安集延人，主要從事商業活動，乌孜别克的意思是“自己的领袖”。到清宣宗時代，旗人认为已與卡內回民（維吾爾人）無異。
烏茲別克族是由粟特人和突厥人溶合而成。烏茲別克人有七十二部落，在錫爾河以北的哈薩克南部城市，他們是人口中的多數，在塔吉克佔人口中的15.3%，在吉爾吉斯有14.3%人口，在中亞最大的民族，也是全世界第二大突厥語民族。哈薩克與烏茲別克沒分裂時,欽察草原有92部落,後來有70部落到哈薩克汗國,有時部落如克烈、乃蠻、弘吉剌，兩國也有。希瓦汗國的烏茲別克人分四部：基雅特(乞顏)-弘吉剌，畏兀兒-乃蠻，弘吉剌-欽察，努庫茲-曼吉特。烏茲別克人其實是由粟特與公元前後進入中亞的突厥語民族構成，黑汗王朝與葛邏祿有特別重要性，隨昔班尼南下的欽察草原烏茲別克部落是最後構成階段。
16世紀中葉的烏茲別克人還沒有完全定居，與哈薩克人一樣吃肉與奶(不種田地與不吃麵包)，16末定居化加快，17世紀河中只有他們與塔吉克人。
乌兹别克人与伊朗的争斗导致了中亚地区与剩余伊斯兰世界的文化隔离。除了这些问题之外，与游牧民族和北部草原的争斗依然持续。在17和18世纪，哈萨克汗国和准噶尔汗国持续突击乌兹别克汗国，造成大范围的破坏和混乱。在18世纪之初，布哈拉汗国失去了肥沃的费尔干纳地区。一个新的乌兹别克汗国在浩罕建立。

## 俄罗斯人的到来
接下来的时期充满了虚弱和混乱。此地受到来自伊朗和北部持续的入侵。在这一时期，一群新的人群，俄罗斯人开始进入中亚地区。由于俄罗斯商人已经扩张进去今哈萨克斯坦草原，他们与塔什干的对手建立了强大的贸易关系。

## 俄國統治時期

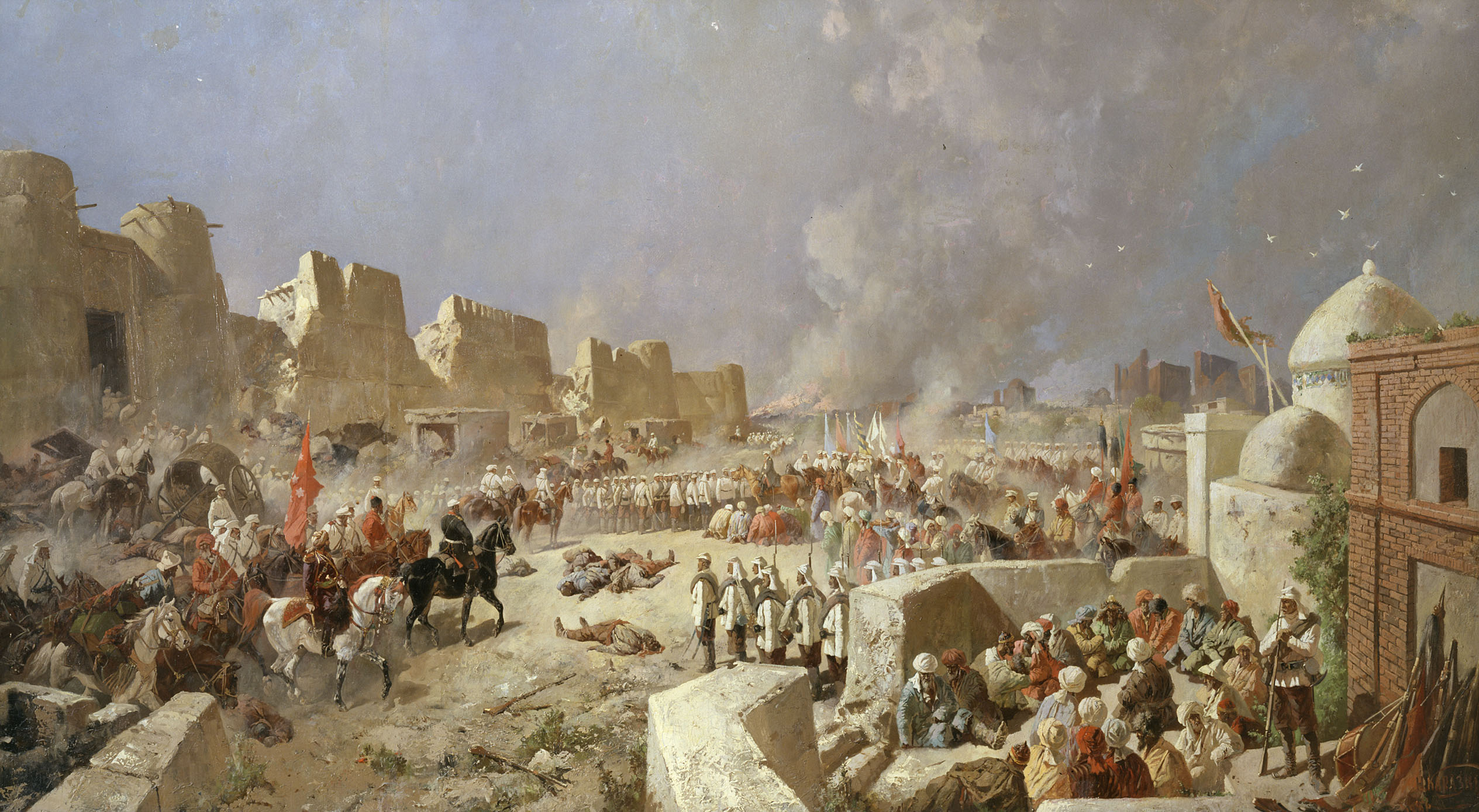
1868年沙俄征服之戰

1867年，中亞人阿古柏建立的“哲德沙尔汗国”改稱“洪福汗国”，攻占库车、库尔勒，佔領天山以南的南疆。 随着阿古柏的扩张，大批乌孜别克族人进入新疆，成為今天新疆一個重要的少數民族之一。有些烏茲別克人是在明代前住費爾干納盆地與河中的維吾爾人後人，有些是受阿古柏裹挾至浩罕汗國。1785年后，烏兹别克朮赤家族绝后由诺蓋人控制，改称埃米尔国。在二十世纪也有塔吉克被烏兹别克化。
1873年，布哈拉汗国的曼吉特王朝被沙俄征服，成为附庸国。

## 苏联时期
1918年，划归突厥斯坦苏维埃社会主义共和国。1920年苏俄红军侵入希瓦汗国，推翻阿布德·阿拉汗（1918-1920年在位）的统治，希瓦汗国灭亡。苏俄随后在其领土上建立花剌子模苏维埃人民共和国（见花剌子模，又见突厥斯坦苏维埃社会主义自治共和国），1924年花剌子模苏维埃人民共和国解散，其领土并入乌兹别克和土库曼两个加盟共和国。同年10月，原布哈拉汗国的一部分和希瓦汗国的一部分合并，成立乌兹别克苏维埃社会主义共和国，并加入苏联。

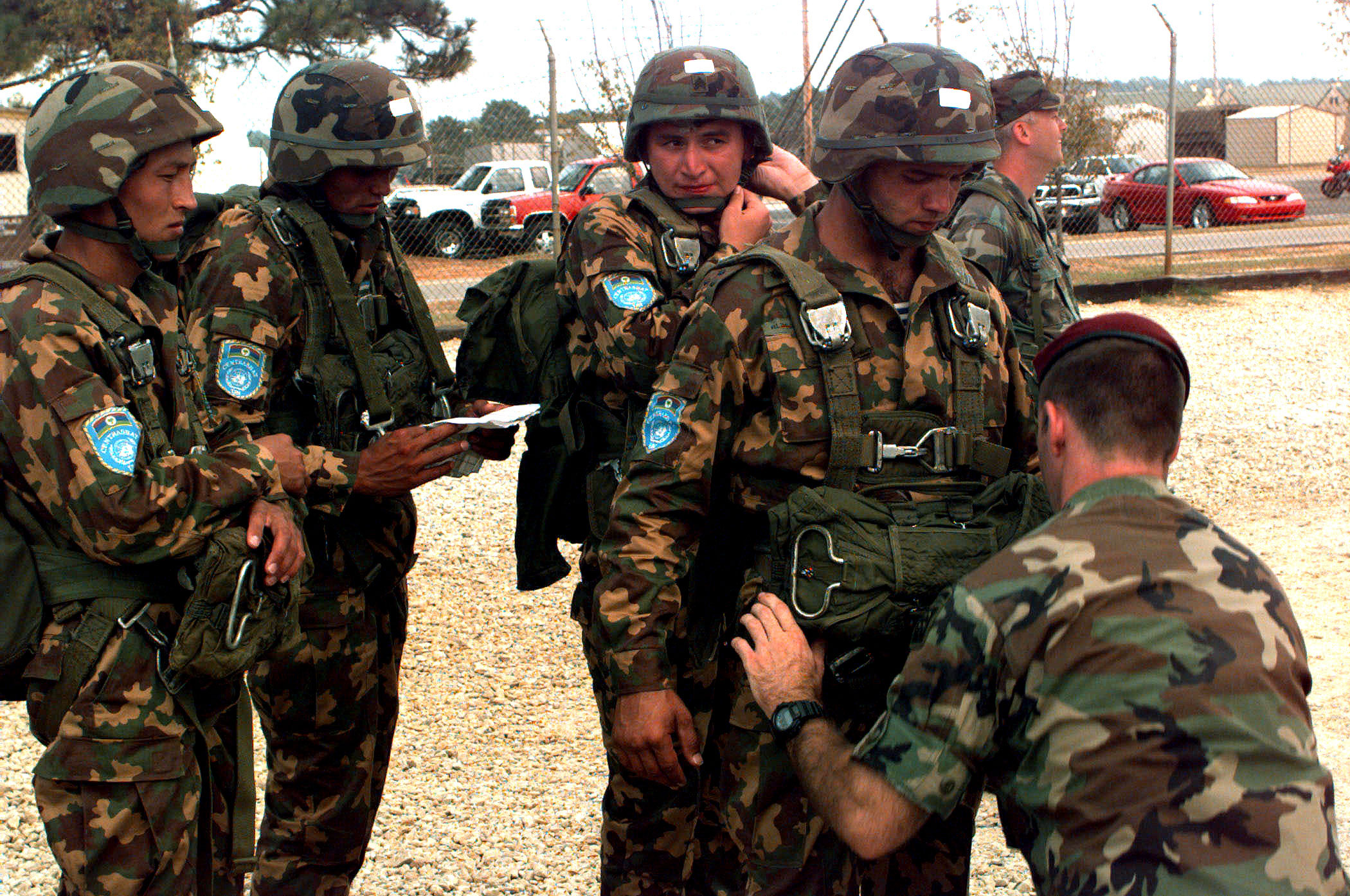
現代烏軍

## 獨立時期
1991年8月31日宣告独立，改称乌兹别克斯坦共和国，同年12月21日加入独立国家联合体。